# Glenn Doman
Glenn Doman – amerykański fizjoterapeuta, twórca metody rehabilitacji osób z uszkodzeniem mózgu (wraz z Carlem C. Delacato). Początkowo zajmował się wszystkimi pacjentami, później skupił się na dzieciach i młodzieży. Rozwijając swoją działalność (w ramach IAHP), poszerzył obszar działań o wczesną edukację dzieci zdrowych.
Glenn Doman jest absolwentem Uniwersytetu Pensylwania z 1946 roku. W latach 1947–1950 wraz z neurochirurgiem Temple Fay, Robertem Domanem, Carlem H. Delacato utworzył grupę badawczą pracującą nad opracowaniem skutecznej metody rehabilitacji ludzi z uszkodzeniem mózgu.
W 1955 założył Instytut Osiągania Ludzkich Możliwości w Filadelfii (IAHP – The Institutes for the Achievement of Human Potential).

## Publikacje
W języku polskim:
- Glenn Doman, Jak postępować z dzieckiem z uszkodzeniem mózgu Wydawnictwo PROTEXT, Poznań 1996, ISBN 83-85635-17-4
- Glenn Doman, Janet Doman, Jak nauczyć małe dziecko czytać, wyd. EXCALIBUR, Bydgoszcz 1992, ISBN 83-900152-0-X

W języku angielskim:
- Glenn Doman, What to Do About Your Brain-Injured Child,  Avery Publishing Group, 1994
- G. Doman, J. Doman, How to Teach Your Baby to Read, Avery Publishing Group, 1990
- G. Doman, J. Doman, How to Multiply Your Baby's Intelligence, Better Baby Press, 1994